# Lutto e melanconia
Lutto e melanconia (Trauer und Melancholie) è un saggio scritto da Sigmund Freud nel 1915 e pubblicato due anni più tardi. In questo saggio, Freud sostiene che il lutto e la melanconia sono reazioni simili alla perdita di una persona o una cosa amata. Tuttavia, se nel lutto una persona affronta il dolore della perdita di uno specifico oggetto d'amore, il soggetto melanconico è addolorato per una perdita che non è in grado di comprendere o identificare pienamente, e quindi questo processo avviene inconsciamente. Il lutto è considerato un processo sano e naturale di elaborazione per una perdita, mentre la melanconia è considerata patologica.

## Edizioni
- (DE) Sigmund Freud, Trauer und Melancholie, in International Journal of Medical Psychoanalysis, vol. 4, n. 6, 1917,  pp. 288-301.
- Sigmund Freud, Lutto e melanconia, in Opera completa di Sigmund Freud, VIII, Torino, Boringhieri, 1980.